# Vicente de Santa María y Martínez
Vicente de Santa María y Martínez (Valladolid, Nueva España, 7 de septiembre de 1755 - Acapulco, 23 de agosto de 1813) fue un sacerdote católico e historiador novohispano. Fue también un insurgente durante la guerra de la independencia de México.

## Semblanza biográfica
Sus padres fueron Felipe Santa María y Rosalía Martínez. Realizó sus primeros estudios en su ciudad natal. Se unió a la Orden Franciscana, con quienes continuó sus estudios de Filosofía en Celaya y Teología en Valladolid. En 1772 impartió clases en el convento de San Buenaventura de Querétaro y en 1780 fue lector de artes, mismo año en que se ordenó sacerdote. Fue asignado por el obispo de la diócesis de Michoacán a realizar recorridos en la Sierra Gorda y en la región Huasteca de Nuevo Santander para realizar levantamientos  y poder determinar los límites geográficos de la mitra. De esta forma pudo escribir su Relación histórica de la colonia de Nuevo Santander y costa del seno mexicano.
A raíz del golpe de Estado de 1808 en contra del virrey José de Iturrigaray, pronunció varios sermones a favor de la autonomía de la Nueva España. Formó parte de la conjura de Valladolid. Al ser descubiertas las reuniones de esta conspiración, fue aprehendido el 21 de diciembre de 1809, no obstante, fue liberado por órdenes del virrey Francisco Javier de Lizana.  Al estallar la revolución mediante el grito de Dolores en septiembre de 1810, nuevamente fue hecho prisionero en el convento de San Diego. Logró escapar y se unió a los insurgentes en Tlalpujahua. Militó bajo las órdenes de Ignacio López Rayón. En 1813 se unió a José María Morelos para ayudarlo durante el sitio de Acapulco. Murió el 23 de agosto del mismo año.